# Вест-Нантміл Тауншип (округ Честер, Пенсільванія)
Вест-Нантміл Тауншип (англ. West Nantmeal Township) — селище (англ. township) в США, в окрузі Честер штату Пенсільванія. Населення — 2251 особа (2020).

## Демографія
Згідно з переписом 2010 року, у селищі мешкало 2170 осіб у 820 домогосподарствах у складі 605 родин. Було 858 помешкань
Расовий склад населення:
| - 96,1 % — білих - 1,1 % — чорних або афроамериканців - 0,6 % — азіатів - 0,3 % — корінних американців - 0,1 % — вихідців з тихоокеанських островів |

До двох чи більше рас належало 1,1 %. Частка іспаномовних становила 2,3 % від усіх жителів.
За віковим діапазоном населення розподілялося таким чином: 22,4 % — особи молодші 18 років, 60,5 % — особи у віці 18—64 років, 17,1 % — особи у віці 65 років та старші. Медіана віку мешканця становила 46,0 року. На 100 осіб жіночої статі у селищі припадало 103,6 чоловіків;  на 100 жінок у віці від 18 років та старших — 101,6 чоловіків також старших 18 років.
Середній дохід на одне домашнє господарство  становив 91 784 долари США (медіана — 69 750), а середній дохід на одну сім'ю — 111 978 доларів (медіана — 88 750). За межею бідності перебувало 5,4 % осіб, у тому числі 7,7 % дітей у віці до 18 років та 7,8 % осіб у віці 65 років та старших.
Цивільне працевлаштоване населення становило 1100 осіб. Основні галузі зайнятості: освіта, охорона здоров'я та соціальна допомога — 23,6 %, виробництво — 13,5 %, науковці, спеціалісти, менеджери — 12,4 %.